# Klaus Strobach
Klaus Strobach (* 16. Januar 1920 in Braunschweig; † 5. August 2004 in Geislingen an der Steige) war ein deutscher Geophysiker.

## Leben
Strobach war ausgebildeter Vermessungsingenieur und von 1940 bis 1945 bei der Versuchsstelle der Luftwaffe in Peenemünde dienstverpflichtet. 1947 holte er in Hamburg sein Abitur nach und studierte dort Geophysik, mit der Promotion 1956 (Neue Methoden zur Untersuchung der mikroseismischen Bodenunruhe in Hamburg). 1961 habilitierte er sich in Hamburg (Ein Beitrag zum Problem der Entstehung und Wellennatur der mikroseismischen Bodenunruhe). 1964 wurde er Professor für Geophysik an der FU Berlin und 1969 an der Universität Stuttgart als Leiter des Instituts für Geophysik, ehemals Erdbebendienst des Statistischen Landesamts. Erster Lehrstuhlinhaber für Geophysik in Stuttgart war 1962 Wilhelm Hiller. Strobach wurde sein Nachfolger und mit seinem Dienstantritt wurde das Institut des Statistischen Landesamts der Universität eingegliedert. 1971 bis 1973 war er Dekan des Fachbereichs Geo- und Biowissenschaften. 1988 wurde er emeritiert. Sein Nachfolger auf dem Lehrstuhl war Erhard Wielandt.
Er befasste sich mit Mikroseismik, Refraktionsseismik, Plattentektonik und entwickelte einen Nahbeben-Seismografen. 
Er verfasste auch populärwissenschaftliche Bücher und hielt populärwissenschaftliche Vorträge.

## Schriften
- Herausgeber mit Hans Dieter Heck, Rolf Schick: Erdbebengebiet Deutschland : an der Rissnaht Europas: Bebenursachen und -abläufe, DVA 1980
- Vom Urknall zur Erde, Weltbild Verlag 1990
- Unser Planet Erde - Ursprung und Dynamik, Gebr. Bornträger 1991